# SMACS J0723.3-7327
SMACS J0723.3-7327 je jata galaksij s pravilno razdaljo 5,12 milijarde svetlobnih let znotraj južnega ozvezdja Leteče ribe (RA/Dec = 110,8375, −73,4391667). So na koščku neba, ki je viden z Zemeljske južne poloble in ga pogosto preiskujejo Hubble in drugi teleskopi v raziskovanju globoke preteklosti. To je bila tarča prvega barvnega globokega polja, ki ga je razkril vesoljski teleskop Jamesa Webba, posnet s pomočjo NIRCam. Pred tem ga je opazoval vesoljski teleskop Hubble kot del raziskave Southern MAssive Cluster Survey (SMACS), slikala pa sta ga tudi teleskop Planck in observatorij Chandra.